# 위험한 사랑 (1996년 드라마)
《위험한 사랑》은 1996년 8월 3일부터 같은 해 9월 1일까지 방영된 MBC 주말연속극이다.
《동기간》이 조기종영하자, 후속작인 《가슴을 열어라》의 캐스팅 문제 등을 고려하여 대체 편성된 10부작 특별기획 드라마였으나 캐스팅 문제 때문에 홍역을 치렀는데 채시라 (장윤주 역)는 해당 작품에 앞서 KBS 2TV 《첫사랑》 성찬옥 역 물망에 거론됐지만 MBC와의 계약 문제로 포기했고 이재룡이 분한 김의환 역은 당초 조민기가 낙점됐으나 SBS 일일드라마 《엄마의 깃발》에 캐스팅되어 고사했다.

## 기획 의도
삼각관계를 둘러싼 스릴러 멜로 드라마

## 등장 인물
- 채시라(장윤주)
- 이재룡(김의환 · 이동혁)
- 선우재덕(태식)
- 이일화(진숙)
- 임종국(장 회장)
- 최상훈(장윤호)
- 주용만(세민)
- 박영지, 박용우, 김민희, 송경희, 최지나

## 결방
- 8월 4일 : 7시부터 《1996년 하계 올림픽》 중계방송으로 인해 결방 (전날 7시부터 1~2회 연속 방송)
- 8월 10일 : 태풍 특보 편성으로 인해 결방 (다음 날 7시부터 3~4회 연속 방송)

## 참고 사항
- 주요 배우들의 연기력 부족, 반감된 긴장감 등의 이유로 기대 이하의 성적에 그쳤다.[3]
- 1회 이재룡 추락 장면은

1996년 7월 27일경 (중부지방 수도권 중북부 지역 폭우 당시 시기) 서울특별시 중랑구 면목동 용마산 돌산 공원 (전 서울시 역청 채석 사업소 부지 / 현 용마 폭포 공원)절벽에서 촬영 하였다